# 사견
사견(邪見)은 크게 다음의 두 가지 뜻이 있다.
첫 번째의 사견(邪見, 산스크리트어: mithyā-dṛṣṭi, 팔리어: sassata-ditthi)은 모든 잘못된 견해를 통칭하는 말이다. 잘못된 견해는 정리(正理: 바른 이치, 바른 논리)에 어긋나므로 삿된 견해라는 뜻에서 사견(邪見)이라고 한다. 이것은 '망녕된 견해'라는 뜻의 망견(妄見)과 같은 말이다. 또한, '진리에 어긋나는 잘못된 견해'라는 뜻의 악견(惡見) 또는 부정견(不正見)과 같은 말이다. 또한, '번뇌에 오염된 견해'라는 뜻의 염오견(染汚見)과도 같은 말이다. 이 경우의 사견 즉 부정견은 부파불교의 설일체유부의 교학과 대승불교의 유식유가행파와 법상종의 교학에서 유신견(有身見) · 변집견(邊執見) · 사견(邪見) · 견취(見取) · 계금취(戒禁取)의 5견(五見)으로 나뉜다.
두 번째의 사견(邪見, 산스크리트어: mithyā-dṛṣṭi, 팔리어: sassata-ditthi)은 인과의 도리, 즉 원인과 결과의 법칙, 즉, 업과 업의 과보, 즉 연기법을 부정하는 견해이다. 5견(五見) 가운데 사견에 해당한다.
첫 번째의 사견에 대해서는 '부정견 문서'에서 자세하게 다루며, 이 문서는 두 번째의 사견에 대해 다룬다. 첫 번째의 사견과 두 번째의 사견은 산스크리트어와 팔리어 원어뿐만 아니라 한자어도 모두 동일하다.

## 개요
인과의 도리, 즉 업과 업의 과보, 즉 혹업고의 3도, 즉 연기법을 부정하는 견해로서의 사견(邪見)은 다음의 분류, 그룹 또는 체계의 한 요소이다.
- 고타마 붓다가 설한 8정도의 반대인 사견 · 사사유 · 사어 · 사업 · 사명 · 사정진 · 사념 · 사정의 8사행(八邪行) 가운데 하나이다. 즉 8정도의 정견(正見)의 반대이다.[10]
- 초기불교 · 부파불교 · 대승불교의 살생 · 투도 · 사음 · 망어 · 양설 · 악구 · 기어 · 탐욕 · 진에 · 사견의 10악(十惡) 가운데 하나이다.[11][12][13]
- 부파불교와 대승불교의 유신견 · 변집견 · 사견 · 견취 · 계금취의 5견(五見) 즉 5가지 염오견(染汚見) 가운데 하나이다.[14]
- 부파불교의 설일체유부의 탐 · 진 · 치 · 만 · 유신견 · 변집견 · 사견 · 견취 · 계금취 · 의의 10수면(十隨眠) 가운데 하나이다.[15]

불교의 입장에서 보면, 인과의 도리를 부정한다는 것은 직접적으로는 12연기 등의 연기법을 부정하는 것일 뿐만 아니라, 또한 4성제(四聖諦)를 부정하는 것과 같은데, 4성제의 집제(集諦)와 고제(苦諦)는 서로 원인[因]과 결과[果]의 관계에 있으며 또한 도제(道諦)와 멸제(滅諦)도 서로 원인과 결과의 관계에 있기 때문이다. 《아비달마구사론》 제19권에서는 사견이란 실유의 존재인 고 · 집 · 멸 · 도의 진리[諦] 즉 4성제에 대해 그것이 존재하지 않는다고 부정하는 견해라고 정의하고 있다.

## 본질적 성질
사견(邪見)은 8사행(八邪行) 가운데 하나로서 8정도의 정견의 반대인데, 일반적으로 인과(因果) · 공덕(功德) · 부모(父母) · 성인(聖人)의 견해를 불신(不信)하는 것을 뜻한다.
불교 논서들에서는 사견(邪見)에 대해 직접적으로 그리고 보다 자세히 설명하고 있는데,
《대승오온론》과 《대승광오온론》에 따르면, 사견의 본질적 성질[性] 즉 본질은 원인[因]을 부정[謗, 비방, 무시]하거나, 혹은 결과[果]를 부정하거나, 혹은 작용(作用)을 부정하거나, 혹은 선한 일[善事]을 허물거나 파괴[壞]하는 염혜(染慧) 즉 염오혜(染污慧) 즉 오염된 지혜이다.
이러한 정의들 또는 설명들은, 기본적으로, 《아함경》 등에 나오는 8정도와 8사행에 대한 고타마 붓다의 설법에 근거한 것으로, 예를 들어 《잡아함경》 제28권 제784경 〈사정경(邪正經)〉에서 고타마 붓다는 다음과 같이 사견의 반대인 정견을 설함으로써 사견에 대해 간접적으로 알 수 있게 하고 있다.
爾時。世尊告諸比丘。

有邪．有正。諦聽。善思。當為汝說。何等為邪。謂邪見。乃至邪定。何等為正。謂正見。乃至正定。

何等為正見。謂說有施．有說．有齋。有善行．有惡行。有善惡行果報。有此世．有他世。有父母．有眾生生。有阿羅漢善到．善向。有此世．他世自知作證具足住。我生已盡。梵行已立。所作已作。自知不受後有。— 《잡아함경》 제28권 제784경 〈사정경(邪正經)〉. p. 203a02-a09.  한문본

그 때 세존께서 모든 비구들에게 말씀하셨다.

삿된 것과 바른 것이 있으니 자세히 듣고 잘 생각하라. 지금 너희들을 위해 설명하리라. 어떤 것이 삿된 것인가? 이른바 삿된 견해와……(내지)……삿된 선정을 말한다. 어떤 것이 바른 것인가? 바른 견해와……(내지)……바른 선정을 말하느니라.

어떤 것이 바른 견해[正見]인가? 보시[施]가 있고 해설[說]이 있으며, 재(齋)가 있고, 선행(善行)이 있으며, 악행(惡行)이 있고, 선행과 악행의 과보(果報)가 있으며, 이 세상[此世]이 있고 다른 세상[他世]이 있으며, 부모와 중생의 태어남이 있으며, 아라한의 경지에 잘 이르고 잘 향함이 있다고 설(說)하는 것을 말한다. 이 세상과 다른 세상에서 증득한 줄을 스스로 알아 구족하게 머물면서 '나의 생은 이미 다하였고, 범행은 이미 섰으며, 할 일을 이미 다 마쳐, 다시는 후세에서는 몸을 받지 않는다'고 스스로 아는 상태가 있다[有]고 설(說)하는 것을 말한다.— 《잡아함경》 제28권 제784경 〈사정경(邪正經)〉. 1132쪽.  한글본

### 인과의 부정

#### 원인의 부정
《대승광오온론》에 따르면, 원인을 부정하는 것에서 원인[因]은 12연기의 12가지 지분 가운데 번뇌(煩惱)와 업(業)의 성질의 지분들인 총 5가지를 말한다. 이들 중 무명(無明) · 애(愛) · 취(取)의 3가지 지분은 번뇌의 성질의 지분이며, 행(行)과 유(有)의 2가지 지분은 업의 성질의 지분이다.
12연기 가운제 제10지분인 유(有)는 아뢰야식의 업종자(業種子)를 말한다. 또한 이 업종자를 업이라고도 하는데, 이렇게 말할 수 있는 이유는 고타마 붓다가 아난에게 설한 다음의 성교량(聖教量)에 근거해서이다: "아난아, 만약 업(業)이 능히 미래의 과보를 제공한다면 그것은 또한 유(有)라고도 말한다."
따라서, 원인을 부정하는 것은 무명(無明: 제1지분)이라는 번뇌와 이 번뇌에 의해 야기된 행(行: 제2지분)이라는 업을 부정하는 것과, 또한 애(愛: 제8지분) · 취(取: 제9지분)라는 번뇌와 이들 번뇌들에 의해 야기된 유(有: 제10지분)라는 업을 부정하는 것을 말한다.

#### 결과의 부정
《대승광오온론》에 따르면, 결과를 부정하는 것에서 결과[果]는 12연기의 12가지 지분 가운데 식(識) · 명색(名色) · 6처(六處) · 촉(觸) · 수(受) · 생(生) · 노사(老死)의 총 7가지 지분을 말한다.
따라서, 결과를 부정하는 것은 7가지 지분의 개별 또는 모두를 부정하는 것이다. 구체적으로는, 무명(無明: 제1지분)이라는 번뇌에 의해 야기된 행(行: 제2지분)이라는 업에 의해 식(識: 제3지분) · 명색(名色: 제4지분) · 6처(六處: 제5지분) · 촉(觸: 제6지분) · 수(受: 제7지분)의 5가지 결과가 생겨난다는 것을 부정하는 것이다. 또한 애(愛: 제8지분) · 취(取: 제9지분)라는 번뇌에 의해 야기된 유(有: 제10지분)라는 업에 의해 생(生) · 노사(老死)의 결과가 생겨난다는 것을 부정하는 것이다.
이상의 《대승광오온론》의 해설을 요약하면, 12연기의 12지분은 크게 원인[因]과 결과[果]로 나뉘고, 원인은 다시 번뇌와 업으로 나뉜다. 달리 말하면, 번뇌와 번뇌의 작용과 동시에 형성되는 업과 업에 의해 생겨나는 결과로 나눌 수 있다. 그리고 이 분류에 따르면 12지분은 다음과 같이 2그룹으로 분류된다.
- 원인
  - 번뇌: ① 무명
  - 업: ② 행
- 결과: ③ 식, ④ 명색, ⑤ 6입, ⑥ 촉, ⑦ 수
- 원인
  - 번뇌: ⑧ 애, ⑨ 취
  - 업: ⑩ 유
- 결과: ⑪ 생, ⑫ 노사

또한, 《대승광오온론》에 따르면, 원인을 부정하는 것은 선행 · 악행이란 없다고 주장하는 견해를 말한다. 즉, (윤회의 법칙이라는 것이 존재하지 않으므로) 선행과 악행은 단지 현재 생에만 영향을 미치는 행위일 뿐 미래 생의 과보를 낳는 것이 아니라고 주장하는 견해를 말한다. 결과를 부정하는 것은 선행 · 악행에 따른 과보를 부정하는 견해를 말한다. 즉 선행에 의해서 즐거운 과보가 악행에 의해서 괴로운 과보가 생긴다는 것을 부정하는 견해를 말한다.

### 작용의 부정
《대승광오온론》에 따르면,
작용을 부정하는 것은 이 세상[此世]과 저 세상[他世]이 없고, 아버지[父]도 없고 어머니[母]도 없고, 화생(化生)의 중생 즉 천인(天人)도 없다고 주장하는 견해를 말한다.
즉 선업과 악업의 작용을 부정하는 견해를 말한다. 즉, 자신이 이 세상으로 다시 윤회하여 태어난 것은 자신이 스스로 지은 업에 따른 것이라고 보지 않아 이 세상 자체가 잘못된 것이라고 탓하거나, 자신이 이 세상에서 자신의 가족 가운데 태어난 것은 자신이 스스로 지은 업에 따른 것이라고 보지 않고 단지 자신의 부모가 자신을 낳음으로 인해 자신이 태어난 것이라고 보아 자신의 처지에 대해 자신의 부모를 탓하거나, 또는 좋은 업을 쌓아 욕계를 넘어 색계 · 무색계에 태어나는 중생들도 있다는 것을 부정하는 것을 말한다.

### 선한 일의 파괴
《대승광오온론》에 따르면, 선한 일을 허물거나 파괴하는 것은 이 세상으로부터 저 세상으로 태어나는 작용이 없다고 하는 견해, 종자 즉 원인을 지니고 지속시키는 작용이 없다고 하는 견해, 결생(結生: 수태 시에 중유 즉 바르도에서 모태로 의탁하는 것)과 상속의 작용이 없다고 하는 견해, 또는 세간도 없고 세간을 벗어난 출세간의 아라한도 없다고 하는 견해 즉 세간으로부터 출세간으로 넘어가는 작용이 없다고 하는 견해 등을 말한다.

## 본질적 작용
《대승광오온론》에 따르면, 사견(邪見)의 본질적 작용[業]은 선근(善根)을 끊는 것이다. 그리고 불선근(不善根)을 견고히 하는 것의 소의(所依) 즉 의지처 또는 발동근거가 되는 것이다. 또한 불선(不善)을 낳고 선(善)을 낳지 않는 것이다.

## 구생기·분별기 분별
불교에서는 번뇌를 분류하는 여러 분류법이 있는데, 그 중에 하나가 실천적인 입장에서 번뇌를 분류하여 선천적인 번뇌에 해당하는 구생기 번뇌(俱生起煩惱)와 후천적인 번뇌에 해당하는 분별기 번뇌(分別起煩惱)로 구분하는 것이다. 이 분류는 대승불교의 유식유가행파와 법상종에서의 분류이다. 설일체유부의 번뇌론에서의 용어로는 분별기는 견소단(見所斷)에, 구생기는 수소단(修所斷)에 해당한다.
분별기 번뇌는 부파불교의 설일체유부와 수행론에서는 견도에 도달할 때, 대승불교의 유식유가행파와 법상종의 수행론에서는, 설일체유부의 수행론에서의 견도에 해당하는, 통달위에 도달할 때 모두 끊어진다. 반면, 구생기 번뇌는 견도 이후의 수도의 단계 또는 통달위 이후의 수습위에서 그 일부가 끊어지거나 점차로 약화되다가 최종적으로 성불할 때 완전히 끊어진다.
예를 들어, 유식유가행파의 교학에 따르면, 제7말나식은 항상 아치(我癡) · 아견(我見) · 아만(我慢) · 아애(我愛)의 4번뇌와 상응하는데, 이 4번뇌에는 분별기와 구생기의 2종류가 있으며, 분별기의 4번뇌는 통달위에 도달할 때 모두 끊어지면서 평등성지(平等性智)의 일부가 증득된다. 즉 분별기의 4번뇌에 해당하는 제7말나식의 일부가 평등성지로 질적 변형된다. 구생기의 4번뇌는 수습위에서 점차로 약화되다가 성불할 때 즉 구경위에서 완전히 끊어지며 이 때 평등성지의 전체가 증득된다. 즉 제7말나식이 완전한 평등성지로 질적 변형을 하게 된다.
그런데 어떤 번뇌가 분별기만으로 이루어져 있고 어떤 번뇌가 분별기와 구생기의 2종류로 이루어져 있는 지에 대해서는 설일체유부와 유식유가행파의 견해가 서로 다르다. 예를 들어, 설일체유부에서는 유신견 · 변집견 · 사견 · 견취 · 계금취의 5견은 모두 분별기 즉 견소단으로, 따라서 견도에서 모두 끊어진다고 본다. 반면, 유식유가행파의 논서인  《대승오온론》·《성유식론》 등에  따르면, 유신견 · 변집견 · 사견 · 견취 · 계금취의 5견 가운데 유신견 · 변집견의 2견에는 구생기와 분별기의 2종류가 있다. 이에 비해 사견 · 견취 · 계금취의 3견에는 분별기의 1종류만이 있다.
즉, 유식유가행파에 따르면 사견에는 분별기 사견(分別起邪見)만이 있으며, 이는 사견이 오로지 견소단의 번뇌로 이루어져 있다는 설일체유부의 견해와 일치한다. 즉, 사견은 사사(邪師: 그릇된 스승) · 사교(邪敎: 그릇된 가르침) 또는 사사유(邪思惟: 그릇된 사유)에 근거하여 오로지 후천적으로 습득된 번뇌이며 견도 또는 통달위에 도달할 때 완전히 끊어진다.

## 같이 보기
- 견 (5견 · 8견)
- 8정도와 8사행
- 10악
- 인과
- 연기법과 12연기
- 도리
- 상속
- 유전
- 정이

- 3도: 견도 · 수도 · 무학도
  - 견도: 16심 · 고법지인
  - 무학도: 34심
  - 성문 수행계위: 4향4과 - 10결(= 5하분결 + 5상분결)
  - 보살 수행계위: 52위
- 현관: 4제현관 · 6현관
- 유루와 무루
- 번뇌의 해석
- 번뇌의 다른 이름
  - 개 · 결 · 계 · 구 · 구애 · 궤 · 근 · 뇌 · 누 · 박 · 상해 · 소 · 소유 · 소해 · 수면 · 수번뇌 · 악행 · 액 · 열 · 유쟁 · 쟁 · 전 · 전 · 조림 · 주올 · 취 · 치연 · 폭류 · 화
- 번뇌의 작용
- 번뇌의 분류
  - 3루
  - 4액
  - 4취
  - 4폭류
  - 5부: 견고소단 · 견집소단 · 견멸소단 · 견도소단 · 수도소단 = 견소단 + 수소단
  - 5주지번뇌
  - 견혹 + 수혹 = 견소단 + 수소단 = 미리혹 + 미사혹 = 분별기 + 구생기
  - 근본번뇌 + 수번뇌
  - 번뇌장 + 소지장
- 번뇌 = 근본번뇌 + 수번뇌
  - 근본번뇌 = 수면
    - 3근본번뇌: 탐 · 진 · 치
    - 6수면: 탐 · 진 · 만 · 무명 · 견 · 의
    - 7수면: 욕탐 · 진 · 유탐 · 만 · 무명 · 견 · 의
    - 10수면: 탐 · 진 · 만 · 무명 · 유신견 · 변집견 · 사견 · 견취 · 계금취 · 의
    - 12수면: 욕탐 · 진 · 색탐 · 무색탐 · 만 · 무명 · 유신견 · 변집견 · 사견 · 견취 · 계금취 · 의
    - 98근본번뇌(설일체유부)
      - 견혹 = 견소단 = 미리혹 = 분별기: 설일체유부의 88근본번뇌
      - 수혹 = 수소단 = 미사혹 = 구생기: 설일체유부의 10근본번뇌

    - 128근본번뇌(유식유가행파)
      - 견혹 = 견소단 = 미리혹 = 분별기: 유식유가행파의 112근본번뇌
      - 수혹 = 수소단 = 미사혹 = 구생기: 유식유가행파의 16근본번뇌

  - 수번뇌 = 전
    - 8전 · 10전 · 6번뇌구
    - 19수번뇌(설일체유부)
      - 소번뇌지법의 10가지 모두: 분 · 부 · 간 · 질 · 뇌 · 해 · 한 · 첨 · 광 · 교
      - 대불선지법의 2가지 모두: 무참 · 무괴
      - 대번뇌지법의 6가지 가운데 5가지: 방일 · 해태 · 불신 · 혼침 · 도거
      - 부정지법의 8가지 가운데 2가지: 수면 · 악작

    - 20수번뇌(유식유가행파)
      - 소수번뇌심소의 10가지 모두: 분 · 한 · 부 · 뇌 · 질 · 간 · 광 · 첨 · 해 · 교
      - 중수번뇌심소의 2가지 모두: 무참 · 무괴
      - 대수번뇌심소의 8가지 모두: 도거 · 혼침 · 불신 · 해태 · 방일 · 실념 · 산란 · 부정지
- 번뇌 = 잡염 = 유부무기 + 불선
  - 유부무기
    - 욕계의 번뇌의 일부 · 색계의 번뇌 · 무색계의 번뇌
    - 4근본번뇌(말나식의 4번뇌: 아치 · 아견 · 아만 · 아애)

  - 불선 · 악
    - 욕계의 번뇌의 대다수
    - 불선근
    - 5악 · 10악
- 번뇌 = 108번뇌 = 98수면 + 10전
- 번뇌 = 개: 5개
- 번뇌 = 결: 2결 · 3결 · 4결 · 5결 · 9결 · 10결(= 5하분결 + 5상분결) · 98결 · 108결
- 번뇌 = 구애: 3구애 · 5구애
- 번뇌 = 뇌: 3뇌
- 번뇌 = 누: 3루
- 번뇌 = 박: 3박 · 4박
- 번뇌 = 사: 7사 · 10사 · 98사 · 128사
- 번뇌 = 악행: 3악행
- 번뇌 = 취: 2취 · 4취

## 참고 문헌
- 곽철환 (2003). 《시공 불교사전》. 시공사 / 네이버 지식백과. |title=에 외부 링크가 있음 (도움말)
- 구나발타라(求那跋陀羅) 한역 (K.650, T.99). 《잡아함경(雜阿含經)》. 한글대장경 검색시스템 - 전자불전연구소 / 동국역경원. K.650(18-707), T.99(2-1). |title=에 외부 링크가 있음 (도움말)
- 권오민 (2003). 《아비달마불교》. 민족사.
- 세우 지음, 현장 한역, 송성수 번역 (K.949, T.1542). 《아비달마품류족론》. 한글대장경 검색시스템 - 전자불전연구소 / 동국역경원. K.949(25-149), T.1542(26-692). |title=에 외부 링크가 있음 (도움말)
- 세친 지음, 현장 한역, 권오민 번역 (K.955, T.1558). 《아비달마구사론》. 한글대장경 검색시스템 - 전자불전연구소 / 동국역경원. K.955(27-453), T.1558(29-1). |title=에 외부 링크가 있음 (도움말)
- 세친 지음, 현장 한역, 송성수 번역 (K.618, T.1612). 《대승오온론》. 한글대장경 검색시스템 - 전자불전연구소 / 동국역경원. K.618(17-637), T.1612(31-848). |title=에 외부 링크가 있음 (도움말)
- 안혜 지음, 지바하라 한역, 조환기 번역 (K.619, T.1613). 《대승광오온론》. 한글대장경 검색시스템 - 전자불전연구소 / 동국역경원. K.619(17-641), T.1613(31-850). |title=에 외부 링크가 있음 (도움말)
- 운허.  동국역경원 편집, 편집. 《불교 사전》. |title=에 외부 링크가 있음 (도움말)
- 호법 등 지음, 현장 한역, 김묘주 번역 (K.614, T.1585). 《성유식론》. 한글대장경 검색시스템 - 전자불전연구소 / 동국역경원. K.614(17-510), T.1585(31-1). |title=에 외부 링크가 있음 (도움말)
- 황욱 (1999). 《무착[Asaṅga]의 유식학설 연구》. 동국대학원 불교학과 박사학위논문.
- (중국어) 구나발타라(求那跋陀羅) 한역 (T.99). 《잡아함경(雜阿含經)》. 대정신수대장경. T2, No. 99, CBETA. |title=에 외부 링크가 있음 (도움말)
- (중국어) 星雲. 《佛光大辭典(불광대사전)》 3판. |title=에 외부 링크가 있음 (도움말)
- (중국어) 무착 조, 현장 한역 (T.1602). 《현양성교론(顯揚聖教論)》. 대정신수대장경. T31, No. 1602, CBETA. |title=에 외부 링크가 있음 (도움말)
- (중국어) 무착 조, 현장 한역 (T.1605). 《대승아비달마집론(大乘阿毘達磨集論)》. 대정신수대장경. T31, No. 1605, CBETA. |title=에 외부 링크가 있음 (도움말)
- (중국어) 세우 조, 현장 한역 (T.1542). 《아비달마품류족론(阿毘達磨品類足論)》. 대정신수대장경. T26, No. 1542, CBETA. |title=에 외부 링크가 있음 (도움말)
- (중국어) 세친 조, 현장 한역 (T.1558). 《아비달마구사론(阿毘達磨俱舍論)》. 대정신수대장경. T29, No. 1558, CBETA. |title=에 외부 링크가 있음 (도움말)
- (중국어) 세친 조, 현장 한역 (T.1612). 《대승오온론(大乘五蘊論)》. 대정신수대장경. T31, No. 1612, CBETA. |title=에 외부 링크가 있음 (도움말)
- (중국어) 세친 조, 현장 한역 (T.1614). 《대승백법명문론(大乘百法明門論)》. 대정신수대장경. T31, No. 1614, CBETA. |title=에 외부 링크가 있음 (도움말)
- (중국어) 안혜 조, 지바하라 한역 (T.1613). 《대승광오온론(大乘廣五蘊論)》. 대정신수대장경. T31, No. 1613, CBETA. |title=에 외부 링크가 있음 (도움말)
- (중국어) 안혜 조, 현장 한역 (T.1606). 《대승아비달마잡집론(大乘阿毘達磨雜集論)》. 대정신수대장경. T31, No. 1606, CBETA. |title=에 외부 링크가 있음 (도움말)
- (중국어) 호법 등 지음, 현장 한역 (T.1585). 《성유식론(成唯識論)》. 대정신수대장경. T31, No. 1585, CBETA. |title=에 외부 링크가 있음 (도움말)